# Шохтой
Шохтой — деревня в Эхирит-Булагатском районе Иркутской области России. Входит в состав Корсукского муниципального образования. Находится примерно в 23 км к востоку от районного центра Усть-Ордынский.

## История

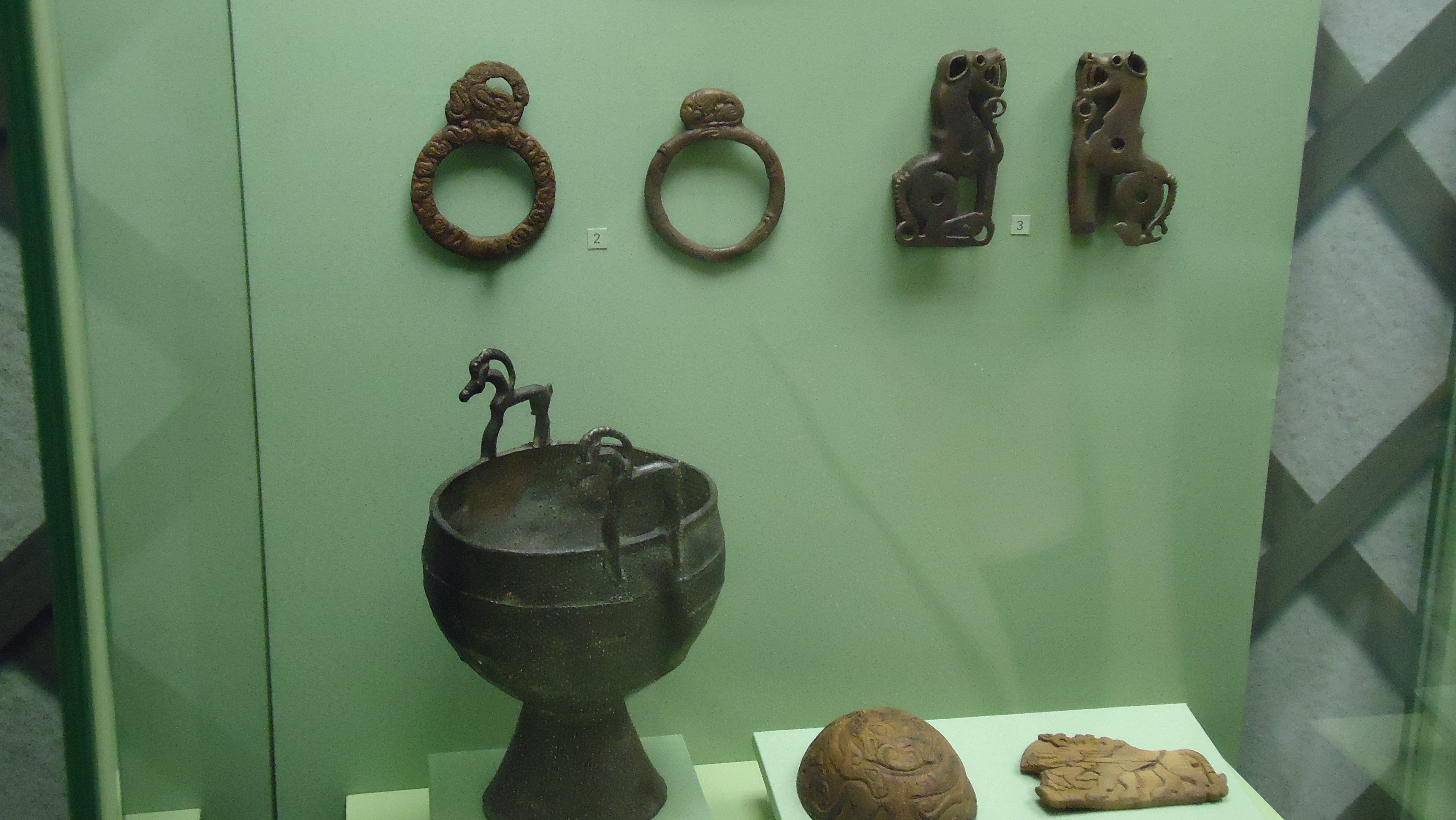
Археологические находки из Сибири

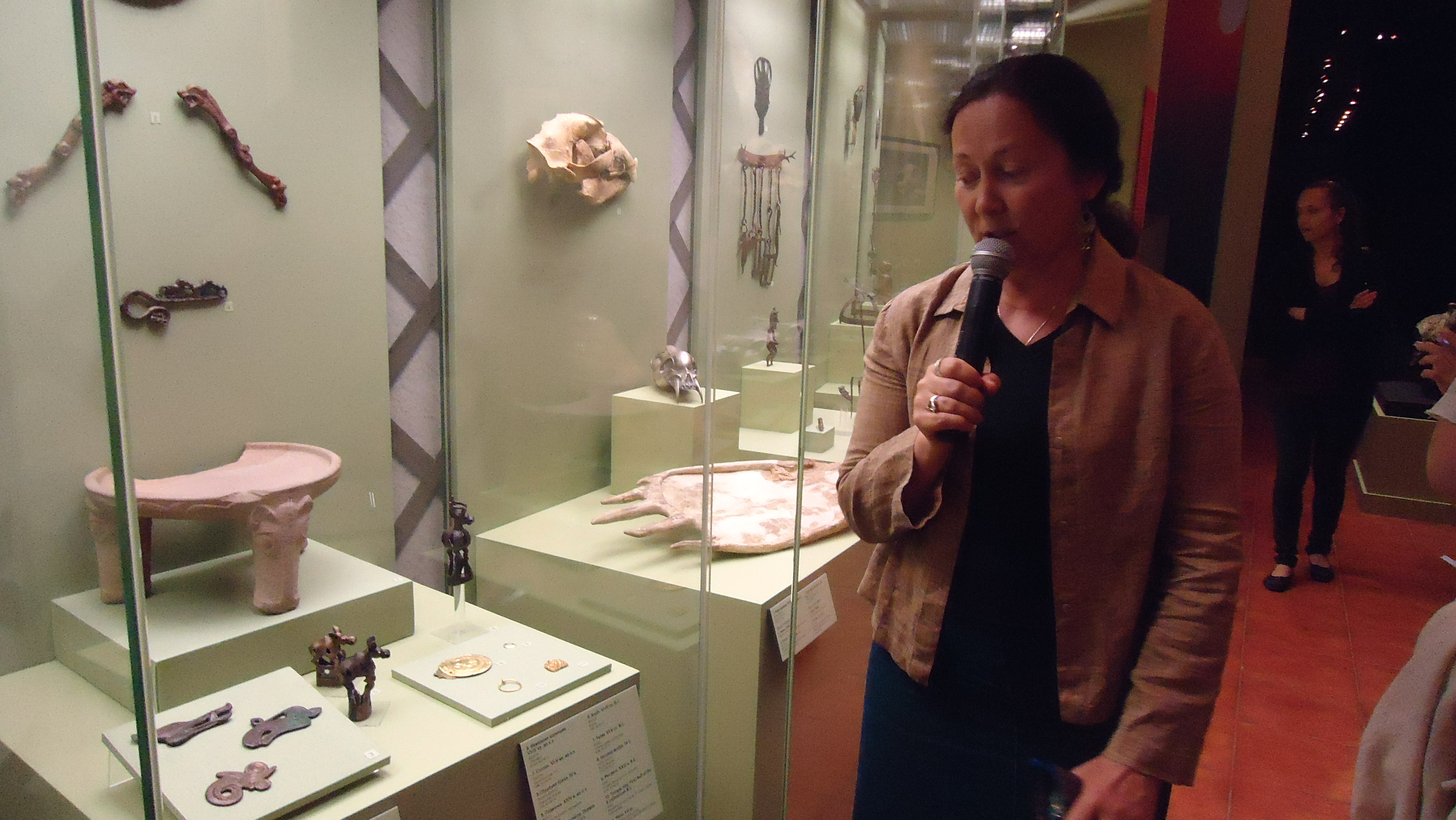
Экспонаты из Иркутского Краеведческого Музея в Москве

Населённый пункт Шохтой расположен в долине реки Мурин (притока Куды) на высоте примерно 550-560 м над уровнем моря, основное население составляют буряты. В далекие времена в этой местности проживали одни из предков современных бурят курыканы — древний кочевой народ предположительно монголо-тюркского происхождения, переселившиеся с территории современной Монголии и Красноярского края, а также эвенки (тунгусы). В урочище Ута-Ялга (бур. Ута Яалга — длинная падь), что недалеко от Шохтоя, были неоднократно найдены остатки наконечников стрел, датируемые со времен неолита (10 000 лет назад).

## Население
По данным Всероссийской переписи, в 2010 году в деревне проживало 170 человек (86 мужчин и 84 женщины).
| 2002 | 2010 | 2011 | 2012 |
| ---- | ---- | ---- | ---- |
| 178  | ↘170 | ↘169 | ↘167 |